# Bardinski rajon
Bardinski rajon (azerski: Bərdə rayonu) je jedan od 66 azerbajdžanskih rajona. Bardinski rajon se nalazi u središtu Azerbajdžana. Središte rajona je Barda. Površina Bardinskog rajona iznosi 957 km². Bardinski rajon je prema popisu stanovništva iz 2009. imao 141.646 stanovnika, od čega su 70.689 muškarci, a 70.957 žene.
Bardinski rajon se sastoji od 110 općina.